# Меден месец (филм, 1959)
„Меден месец“ (на английски: Honeymoon), (на испански: Luna de miel) е музикална драма от 1959 година на режисьора Майкъл Пауъл с участието на Антъни Стийл, Людмила Черина и Антонио, копродукция на Великобритания и Испания. Сюжета на филма е адаптация на балета „Омагьосана любов“ на Грегорио Мартинес Сиера.

## Сюжет
Балерината Анна Като (Людмила Черина) приключва артистичната си кариера, за да се омъжи за австралийския фермер Кит Кели (Антъни Стийл). Те тръгват на обиколка през Испания с луксозния си кабриолет Бентли за медения си месец, преди да отпътуват, за да живеят в овцевъдната ферма на Кит в Австралия.
Покрай тях преминава с бясна скорост американски състезателен автомобил, който скоро отбива за смяна на спукана гума. Автомобилът е управляван от известния испански фламенко танцьор Антонио (Антонио), който пътува заедно със съпругата си Розита Канделас (Розита Серговия). Те двамата са огнена двойка, която непрекъснато спори и когато Антонио слиза до един поток, за да се измие, след като е сменил гумата, Розита заминава без него. Изоставен на средата на нищото, Антонио започва да танцува край пътя известния танц „Запатеато“.
Кит и Анна преминават покрай Антонио и му предлагат да го откарат. Те пристигат в крайпътната „Таверна дел Торо“, където Антонио е известен и получават вкусна закуска. Антонио споделя на Анна, че мисли, че я е виждал и преди, но тя му отвръща, че това и е първото посещение в Испания. Една възрастна дама избутва напред дъщеря си, която иска да танцува с Антонио. Лусия (Кармен Рохас) започва да танцува фламенко танца „Ел Макарона“, но Антонио отива при оркестъра и ги пита дали могат да свирят „Ел Таранто“, за да види какво в действителност умее младото момиче.
Розита решава да се върне за Антонио и пристига на края на фиестата. Кит и Анна наемат стая в таверната за през нощта. След впечатляващата вечеря, те се усамотяват и Анна прави всичко по силите си, за да откъсне Кит от книгите му, свързани с животновъдството. На следващия ден, след изнурително пътуване, Анна и Кит влизат в един бар, само за да открият, че там вече е Антонио. След сериозна почерпка с коктейли, те двамата най-накрая разбират кой всъщност е Антонио.
Анна отива в студиото на Антонио, където двамата заедно репетират новия му танц „Любовниците от Теруел“, класически балет, преработен в испански стил. Когато Анна дава няколко съвета, за да му помогне, Антонио осъзнава, че тя е балерина и най-накрая разбира коя в действителност е Анна. Докато Антонио и Анна репетират, в студиото незабелязано влиза Кит и виждайки, че съпругата му отново танцува, не остава особено доволен.
Кит и Анна заминават на юг, за да видят известната картина на Ел Греко „Погребението на граф Оргас“. Кит декларира, че търси начин да реализира новия танц на Антонио. Те посещават джамията в Кордоба и други интересни места.
Рано на следващата сутрин Кит отива да помогне на човека, грижещ се за биковете за коридата и Анна приема предложението на Антонио да отиде с него да разгледат крепостта Алхамбра в Гранада. Те танцуват около двореца и откровено флиртуват един с друг, когато Анна заявява, че наистина се е отказала от балета и смята да се отдаде на брачния живот с Кит. Антонио обаче не е много сигурен в това. Когато се връщат и намират Кит, между двамата мъже назрява конфронтация.
Кит и Анна отиват на премиерата на балета „Омагьосана любов“, в който се разказва за млада жена, чийто любовник е починал и сега я преследва като призрак, непозволявайки да започне връзка с друг мъж. Те с изненада установяват, че главните роли се изпълняват от Антонио и Росита, а Лусия е в ролята на момичето, което се опитва да държи „Призрака“ (Леонид Масен) настрана. Цялата постановка е смес от класическия балет и испански фламенко елементи.
На следващата вечер Анна и Кит стоят на терасата на хотелската си стая в Теруел и се взират в статуите, когато Анна неочаквано се разболява. През нощта, в резултат от треската, тя сънува балетна възстановка на легендата за любовниците от Теруел, доня Изабел и дон Диего, като тя и Антонио изпълняват главните роли. Трескавото и въображение слива класическия балет отново с испански мотиви, където Антонио е гримиран като мавър и завършва с грандиозно погребение в стил картина „ала Ел Греко“.
На сутринта Антонио отива да види Анна, която вече е в болницата, придружавана от Кит. Те двамата смятат до няколко дни да заминат за Австралия и Кит е облекчен, че за последен път се среща с Антонио, но съдбата е жестока. Антонио ги информира, че предприема световно турне със спектакъла си.

## В ролите
- Антъни Стийл като Кит Кели
- Людмила Черина като Анна
- Антонио като Антонио
- Леонид Масен като „Призрака“
- Розита Сеговия като Розита Канделас
- Кармен Рохас като Лусия

## Награди и номинации
- Голямата награда за технически достижения от Международния кинофестивал в Кан, Франция през 1959 година.
- Номинация за Златна палма за най-добър филм от Международния кинофестивал в Кан, Франция през 1959 година.